# قبارصة أتراك
القبارصة الأتراك (بالتركية: Kıbrıs Türkleri) أو Kıbrıslı Türkler; (باليونانية: Τουρκοκύπριοι، رومنة: Tourkokýprioi) هم في الغالب أتراك من أصول قبرصية. بعد الغزو العثماني لقبرص سنة 1571 تم منح حوالي 30,000 مستوطن تركي الأرض بمجرد وصولهم إلى قبرص. بالإضافة إلى اعتناق العديد من المسيحيين المحليين في الجزيرة الإسلام خلال السنوات الأولى من الحكم العثماني. ومع ذلك استمر تدفق المستوطنين المسلمين إلى قبرص بشكل متقطع حتى نهاية الفترة العثمانية. اليوم في حين أن شمال قبرص هي موطن لجزء كبير من السكان القبارصة الأتراك، فإن غالبيتهم يعيشون في الخارج، ويشكلون شتات القبارصة الأتراك. ظهر هذا الشتات بعد أن نقلت الدولة العثمانية السيطرة على الجزيرة إلى الإمبراطورية البريطانية، حيث هاجر العديد من القبارصة الأتراك في المقام الأول إلى تركيا والمملكة المتحدة لأسباب سياسية واقتصادية.
اللغة التركية الشائعة هي اللغة الرسمية لشمال قبرص. اللغة العامية التي يتحدث بها القبارصة الأتراك هي لغة قبرصية تركية، والتي تأثرت باليونانية القبرصية وكذلك الإنجليزية.

## التاريخ

### قبرص ما قبل العثمانية
على الرغم من عدم وجود سكان مسلمين مستقرين في قبرص قبل الغزو العثماني في 1570-1571، فقد تم أسر بعض الأتراك العثمانيين ونقلهم أسرى إلى قبرص سنة 1400 خلال الغارات القبرصية على السواحل الآسيوية والمصرية. قبل بعض هؤلاء الأسرى أو أجبروا على التحول إلى المسيحية وتم تعميدهم؛ إلا أن هناك بعض العبيد الأتراك الذين ظلوا على دينهم. وفي سنة 1425 ساعد بعض هؤلاء العبيد جيش المماليك في الوصول إلى قلعة ليماسول. على الرغم من إطلاق سراح بعض الأسرى بعد دفع الفدية، إلا أن معظم الأتراك المعمدين فضلوا البقاء في الجزيرة. ذكر المؤرخ القبرصي في العصور الوسطى ليونتيوس ماخيراس أنه لم يُسمح للأتراك المعمدين بمغادرة نيقوسيا عندما اقترب المماليك من المدينة بعد معركة خيروكيتيا سنة 1426. وفقًا للبروفيسور تشارلز فريزر بيكنغهام: «لا بد أن هناك بعض القبارصة مسيحيين اسميًا على الأقل من أصول تركية أو عربية أو مصرية».

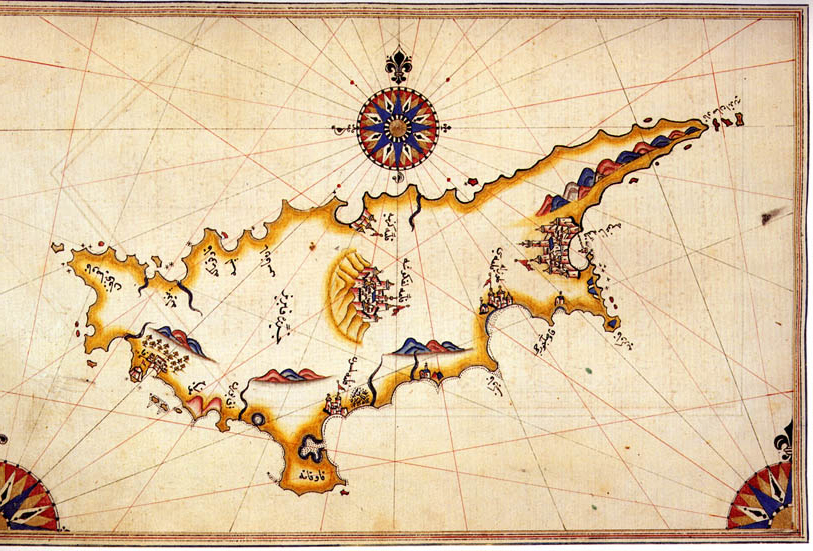
خريطة أوائل القرن السادس عشر (حوالي 1521-1525) لقبرص رسمها رسام الخرائط العثماني بيري ريس

وفي سنة 1488 قام العثمانيون بأول محاولة لغزو قبرص عندما أرسل السلطان بايزيد الثاني أسطولًا لغزو فاماغوستا. ولكن المحاولة فشلت بسبب التدخل في الوقت المناسب لأسطول البندقية. وأُجبرت ملكة قبرص كاترينا كورنارو على التنازل عن تاجها لجمهورية البندقية سنة 1489. وفي نفس العام شوهدت السفن العثمانية قبالة سواحل كارباس، فبدأ البنادقة بتقوية تحصينات الجزيرة. وفي سنة 1500 أسفرت الغارات الساحلية التي شنتها السفن العثمانية عن خسائر فادحة لأساطيل البندقية، مما أجبر البندقية على التفاوض بشأن معاهدة سلام مع الدولة العثمانية في 1503. ومع ذلك فقد قرر سليمان القانوني في مايو 1539 مهاجمة ليماسول لأن الفينيسيين كانوا يؤوون القراصنة الذين هاجموا السفن العثمانية باستمرار. بقيت ليماسول تحت السيطرة العثمانية حتى تم توقيع معاهدة السلام في 1540. ولكن ظلت قبرص ملاذًا للقراصنة الذين قطعوا الممر الآمن للسفن التجارية العثمانية والحجاج المسلمين الذين يبحرون إلى مكة والمدينة. وفي سنة 1569 استولى القراصنة على سفينة الدفتردار العثماني (أمين صندوق) مصر، فقرر سليم الثاني حماية الطريق البحري من إسطنبول إلى الإسكندرية من خلال غزو الجزيرة وتطهير شرق البحر الأبيض المتوسط من جميع الأعداء في 1570-1571.

### قبرص العثمانية

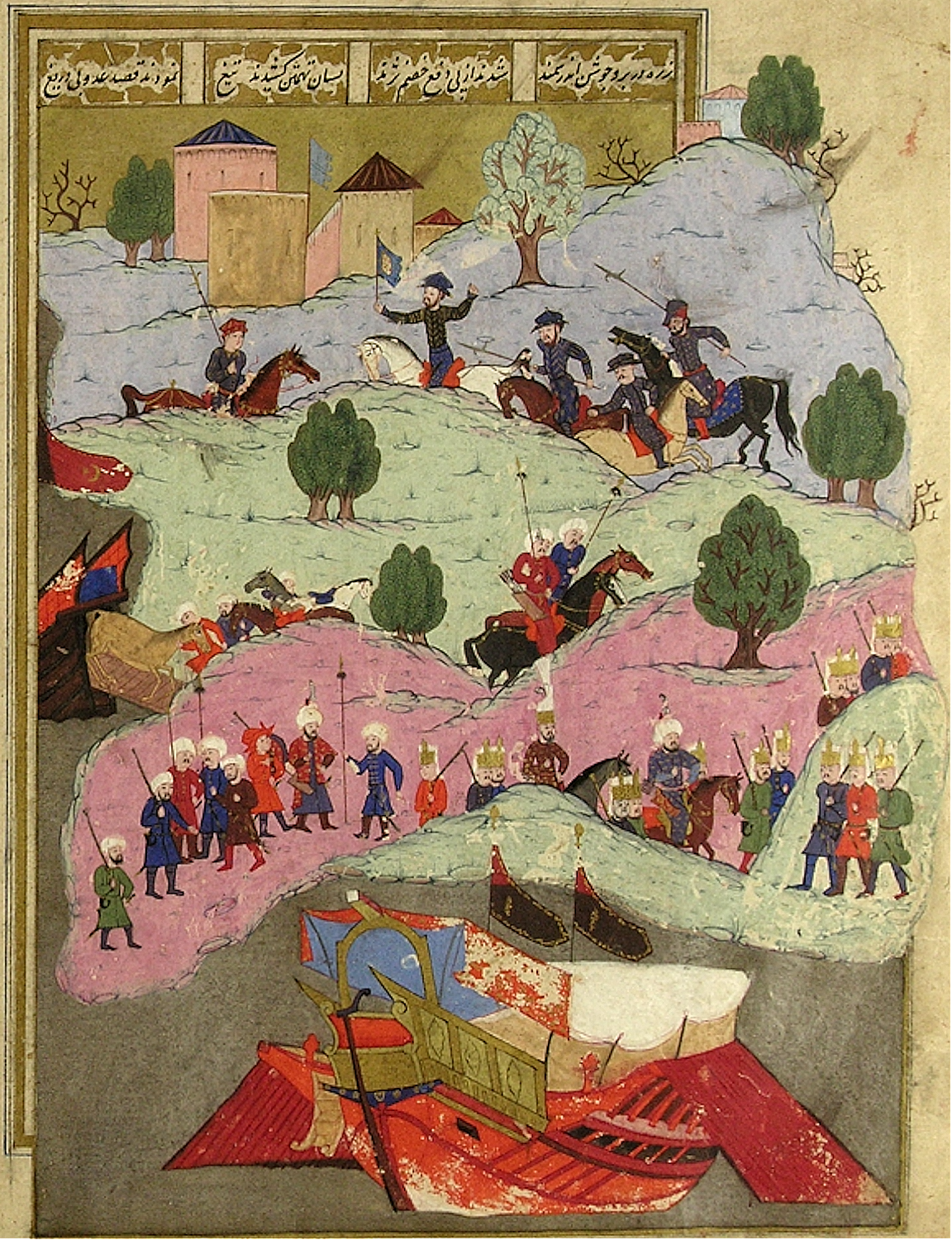
لوحة مصغرة تصور نزول الجنود العثمانيين في قلعة ليماسول أثناء فتحهم لقبرص (1570-1571)

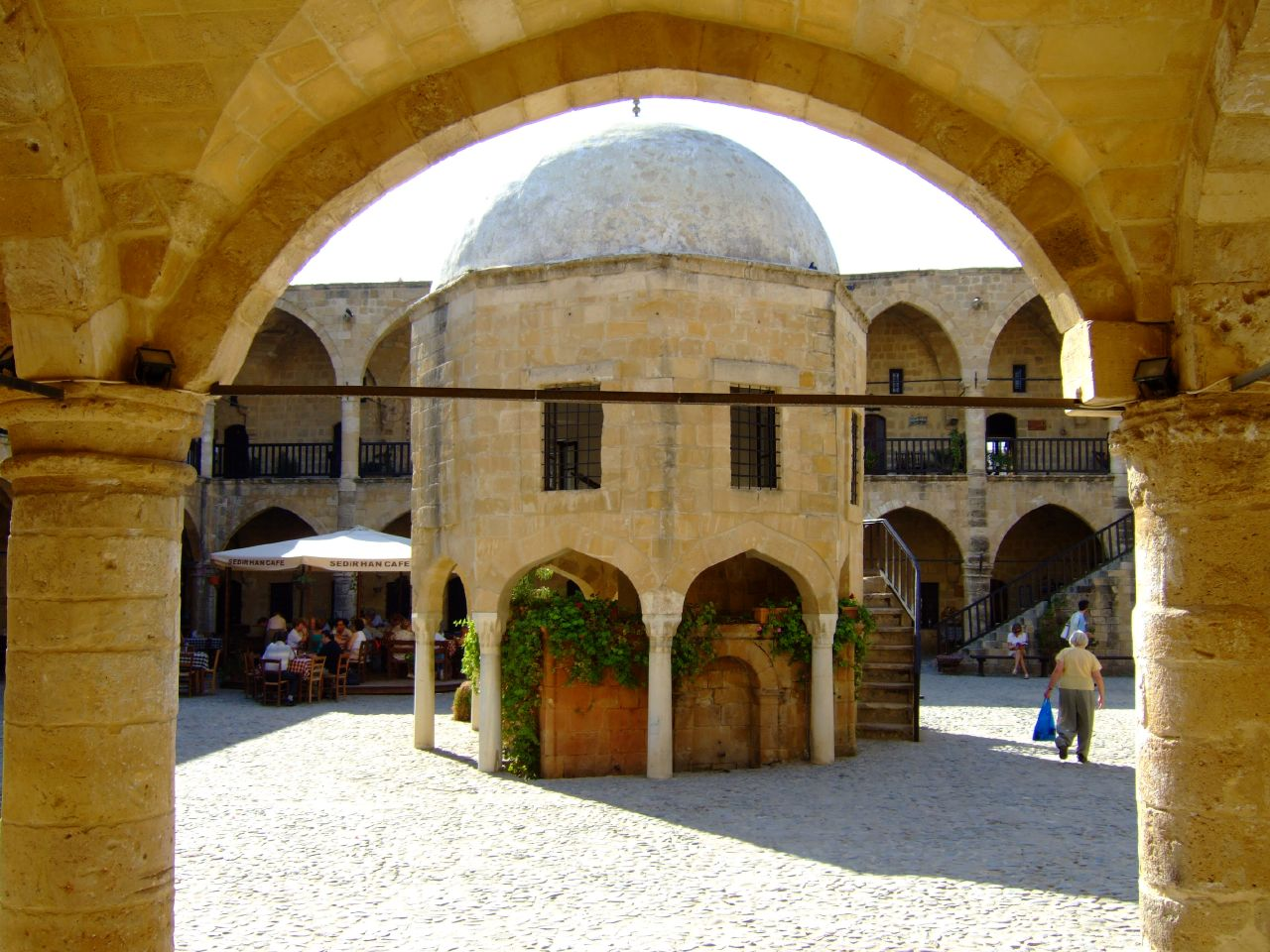
بنى الأتراك العثمانيون الخان الكبير سنة 1572. وأصبحت اليوم مركزًا مزدهرًا للثقافة القبرصية التركية.

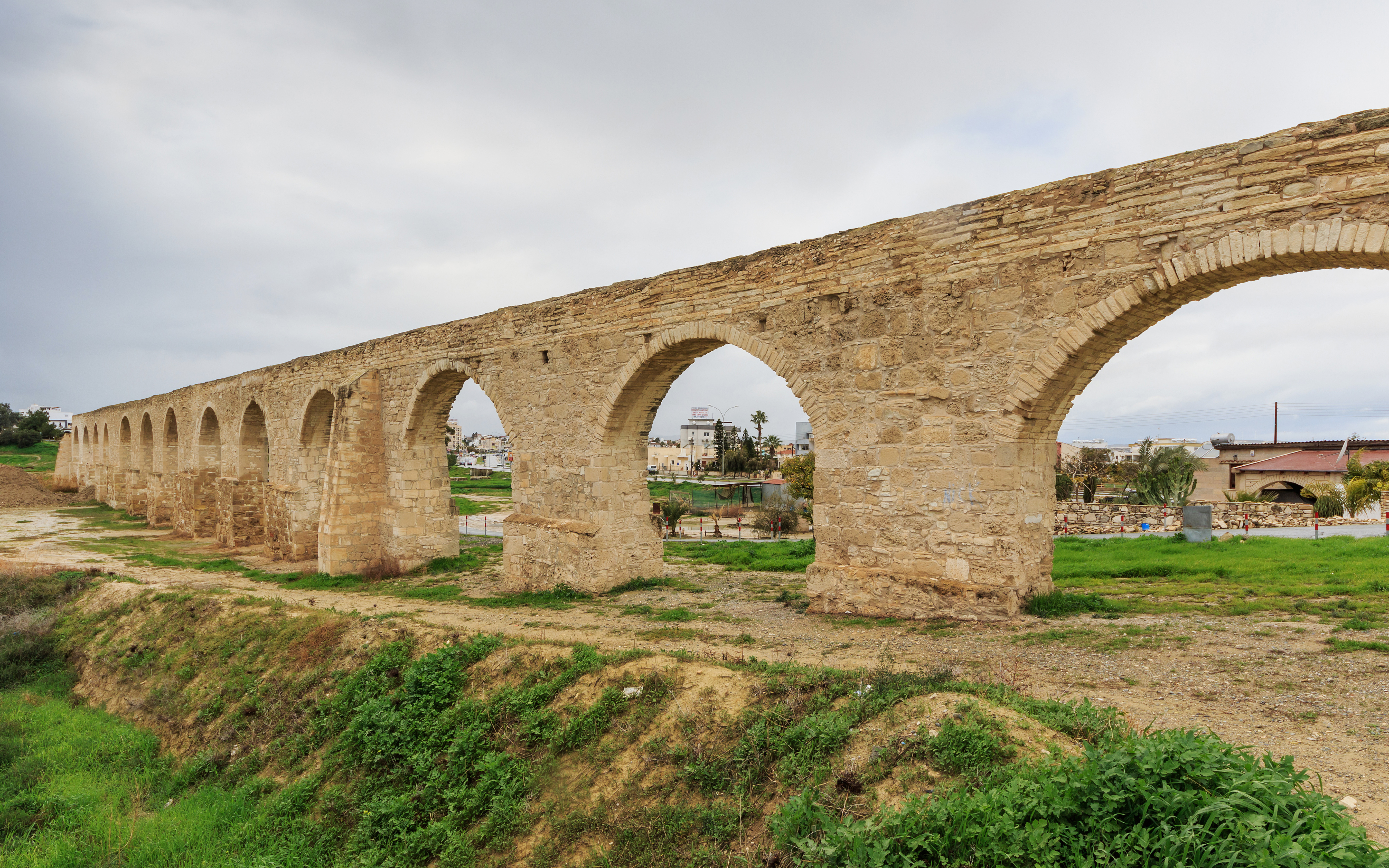
قناة بكر باشا التي بناها الوالي العثماني أبو بكر باشا سنة 1747. وتعتبر من أبرز مصادر المياه التي بنيت في قبرص.

بعد دخول القوات العثمانية الجزيرة في منتصف مايو 1570 واستولت عليها في غضون عام من حكم البندقية. أسست فترة ما بعد الفتح مجتمعًا مسلمًا مهمًا يتكون من جنود من الحملة بقوا في الخلف ومستوطنين آخرين تم إحضارهم من الأناضول كجزء من سياسة السكان العثمانية التقليدية، فكان الأساس لظهور جالية تركية كبيرة ودائمة في قبرص. وكان هناك أيضًا معتنقون جدد للإسلام في الجزيرة خلال السنوات الأولى من الحكم العثماني.
بالإضافة إلى الاستيطان الموثق للفلاحين والحرفيين الأناضول، فضلاً عن وصول الجنود صدرت أيضًا مراسيم بنفي قبائل الأناضول والأشخاص «غير المرغوب فيهم» وأعضاء مختلف الطوائف الإسلامية المزعجة، ولا سيما تلك المصنفة رسميًا على أنها هرطقة. استمر تدفق المستوطنين المسلمين إلى قبرص بشكل متقطع حتى نهاية الفترة العثمانية.
ينحدر بعض القبارصة الأتراك من نسل المسيحيون المتخفون، وهي ظاهرة لم تكن شائعة في الدولة العثمانية نظرًا لطابعها متعدد الأديان. ففي قبرص اعتنق العديد من اللاتينيين والموارنة وكذلك اليونانيين الإسلام في فترات مختلفة من الحكم العثماني لعدد من الأسباب التي تتراوح بين التجنب الجماعي للضرائب الباهظة إلى إنهاء زواج النساء غير السعيد. أدى اعتناقهم المصطنع للإسلام وحفاظهم السري على المسيحية إلى أن عرفت تلك المجموعة من المسيحيين القبارصة باسم لينوبامباكي أو «طائفة القطن-الكتان» حيث قاموا بتغيير دينهم لإرضاء المسؤولين العثمانيين خلال النهار ولكنهم يمارسون المسيحية في الليل. وفي سنة 1636 أصبحت ظروف المسيحيين لا تطاق وقرر بعض المسيحيين أن يصبحوا مسلمين. بحسب بالميري (1905) كان الموارنة الذين أصبحوا مسلمين يعيشون بشكل رئيسي في منطقة نيقوسيا لكنهم لم يتخلوا عن عقيدتهم ومعتقداتهم المسيحية على أمل أن يعودا مسيحيين. لهذا عمدوا أولادهم حسب الإيمان المسيحي، ومارسوا الختان أيضًا. كما أعطوا أطفالهم اسمين مسلم وآخر مسيحي. العديد من القرى والمناطق المجاورة التي تم قبولها على أنها أراض قبرصية تركية، كانت في السابق مراكز لنشاط لينوبامباكي.
وبحلول الربع الثاني من القرن التاسع عشر كان هناك ما يقرب من 30 ألف مسلم في قبرص، ويشكلون حوالي 35٪ من إجمالي السكان. فكانت  اللغة التركية كانت اللغة الرئيسية التي يتحدث بها مسلمو الجزيرة هي مؤشر مهم على أن الغالبية منهم إما من الأناضول الناطقين باللغة التركية أو من أصول تركية. طوال فترة الحكم العثماني، كانت النسبة الديموغرافية بين المسيحيين اليونانيين والأتراك المسلمين تتقلب باستمرار. خلال 1745-1814 شكل القبارصة الأتراك المسلمون الأغلبية في الجزيرة مقارنة بالقبارصة اليونانيين المسيحيين، حيث شكلوا 75٪ من إجمالي سكان الجزيرة. ولكن بحلول 1841 بدأ الأتراك يشكلون 27٪ من سكان الجزيرة. ومن أسباب هذا التراجع هو أن الجالية التركية اضطرت للخدمة في الجيش العثماني لسنوات طويلة، بحيث يكونون بعيدين عن الوطن، وفي كثير من الأحيان يفقدون حياتهم في حروب الدولة العثمانية التي لا تنتهي. سبب آخر لانخفاض عدد السكان كان بسبب اتجاه هجرة حوالي 15000 من القبارصة الأتراك إلى الأناضول في 1878 بعدما سلم العثمانيون إدارة الجزيرة إلى بريطانيا.

### قبرص البريطانية

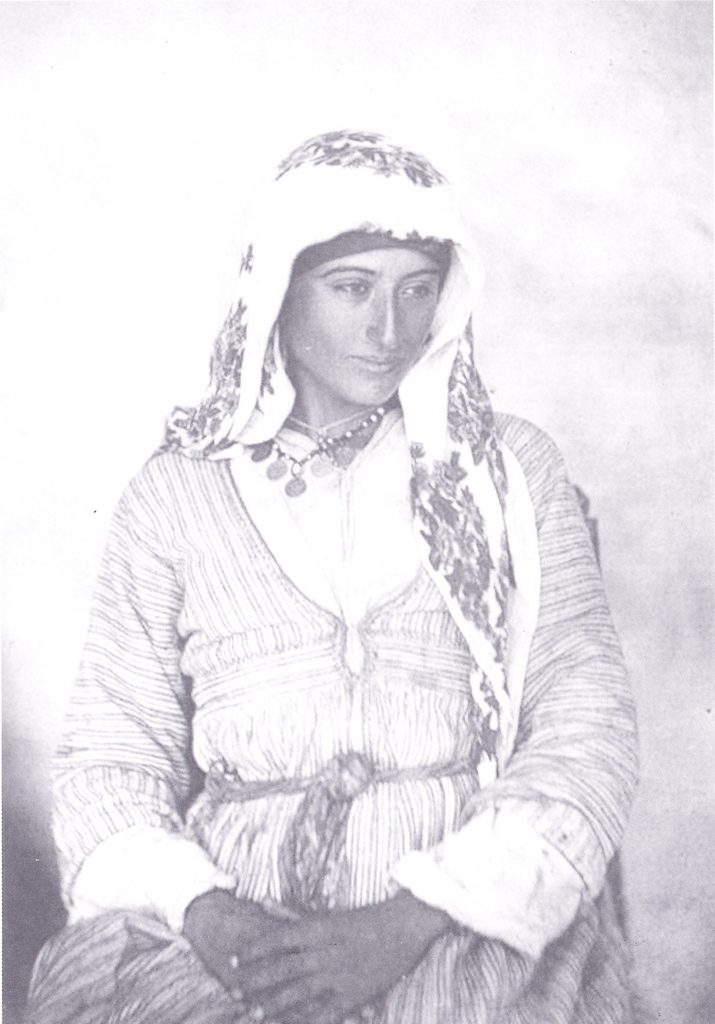
سيدة قبرصية باللباس التركي التقليدي، 1878

في سنة 1878 خلال اجتماع برلين بموجب شروط اتفاقية قبرص الأنجلو-عثمانية، وافق العثمانيون على تسليم قبرص لبريطانيا. ووفقًا لأول تعداد سكاني بريطاني لقبرص في 1881، كان 95٪ من مسلمي الجزيرة يتحدثون التركية لغتهم الأم. وبدءًا من عشرينيات القرن الماضي انخفضت نسبة المسلمين الناطقين باليونانية من 5٪ سنة 1881 إلى أقل من 2٪ من إجمالي السكان المسلمين. وفي بداية القرن العشرين أصبحت العثمانية هوية شعبية أكثر من أي وقت مضى احتفظ بها المثقفون المسلمون القبارصة، خاصة في أعقاب ثورة تركيا الفتاة سنة 1908. وقد لجأ عدد متزايد من الأتراك الشباب الذين انقلبوا على السلطان عبد الحميد الثاني إلى قبرص. بدأت طبقة صاعدة من المثقفين الساخطين في المراكز الحضرية الرئيسية للجزيرة بالتدريج لأفكار الوضعية والحرية والتحديث. مدفوعة بالدعوات المتزايدة إلى الإنوسيس -الاتحاد مع اليونان- المنبثق عن القبارصة اليونانيين، وبدأ ظهور حركة تركية مترددة في البداية في بعض المقالات الصحفية وسُمع في المناقشات السياسية للمثقفين المحليين في قبرص. تمشيا مع التغييرات التي أدخلت في السلطنة العثمانية بعد 1908، تم أيضًا تعديل مناهج المدارس الإسلامية في قبرص ، مثل «إيدادي» ، لتشمل المزيد من التعاليم العلمانية ذات النغمات القومية التركية المتزايدة. انتهى المطاف بالعديد من هؤلاء الخريجين كمدرسين في العدد المتزايد من المدارس الحضرية والريفية التي بدأت في الانتشار عبر الجزيرة خلال عشرينيات القرن الماضي.

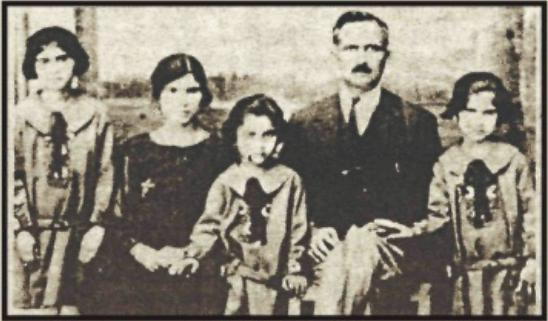
محمد رمزي أوكان مع زوجته وأولاده سنة 1919 أثناء حرب الاستقلال التركية. كانت الأسرة من القبارصة الأتراك الذين يمتلكون صحيفة Söz Gazetesi..

في 1914 دخلت الدولة العثمانية الحرب العالمية الأولى ضد قوات الحلفاء، فردت بريطانيا بضم الجزيرة. وطلبت من سكان قبرص المسلمين رسمياً الاختيار بين الجنسية البريطانية أو الاحتفاظ بوضعهم الخاضع للعثمانيين؛ فقرر حوالي 4000-8500 مسلم مغادرة الجزيرة والانتقال إلى تركيا. وبعد هزيمتها في الحرب العظمى واجهت السلطنة الحرب اليونانية التركية (1919-1922) حيث كان التوغل اليوناني في الأناضول هدفًا للمطالبة بما اعتقدت اليونان أنها أرض تاريخية لها. بالنسبة إلى الأتراك العثمانيين في قبرص الذين يخشون من أهداف القبارصة اليونانيين الراغبين بالإنوسيس، فإن التقارير عن الفظائع التي ارتكبها اليونانيون ضد السكان الأتراك في الأناضول واحتلالهم لإزمير أدت إلى مزيد من المخاوف بشأن مستقبلهم. بالنهاية هزم كمال أتاتورك القوات اليونانية في 1922، ثم أعلن في 1923 جمهورية تركيا الجديدة ونبذ المطالبات الوحدوية بالأراضي العثمانية السابقة خارج قلب الأناضول. وهكذا تم استبعاد المسلمين في قبرص من مشروع بناء الأمة، على الرغم من أن الكثيرين استجابوا لدعوته للانضمام نحو إقامة الدولة القومية الجديدة، واختاروا الجنسية التركية. خلال سنوات 1881 و 1927 هاجر ما يقرب من 30000 قبرصي تركي إلى تركيا.
كانت عفد 1920 بمثابة عقد حرج من حيث التقسيمات العرقية والدينية الأكثر صرامة. وبالتالي فإن القبارصة المسلمين الذين بقوا في الجزيرة اعتنقوا بشكل تدريجي أيديولوجية القومية التركية بسبب تأثير الفكر الكمالي. كانت في جوهرها القيم الكمالية للعلمانية والحداثة والتغريب. وتبني إصلاحات مثل إدخال الأبجدية التركية الجديدة، واعتماد الزي الغربي والعلمنة، طواعية من قبل القبارصة الأتراك المسلمين الذين كانوا مستعدين لمثل هذه التغييرات ليس فقط بواسطة التنظيمات ولكن أيضًا لعدة عقود من الحكم البريطاني. العديد من القبارصة الذين كانوا حتى ذلك الحين لا يزالون يعرّفون أنفسهم بأنهم مسلمين، بدأوا الآن في رؤية أنفسهم بأنهم أتراك قبرص.
وفي سنة 1950 أتى استفتاء إينوسيس القبرصي حيث أيد 95.7 ٪ من القبارصة اليونانيين معركة تهدف إلى إنوسيس، في سنة 1955 أدارت منظمة مسلحة مطالبات الاتحاد مع اليونان، تسمى المنظمة الوطنية للمقاتلين القبارصة أو إيوكا بقيادة جورجيوس غريفاس والتي تهدف إلى تحقيق إسقاط الحكم البريطاني وتوحيد الجزيرة مع اليونان. كان القبارصة الأتراك دائمًا يتصرفون فورًا ضد الإينوسيس؛ وهكذا شهد عقد 1950 إجبار العديد من القبارصة الأتراك على الفرار من ديارهم. وفي بداية 1958 بدأت الموجة الأولى من الصراع المسلح بين الطائفتين؛ حيث أنشأ القبارصة الأتراك في نفس العام مجموعتهم المسلحة الخاصة التي تسمى منظمة المقاومة التركية (TMT)، وقد غادر بضع مئات من القبارصة الأتراك قراهم وأحيائهم في المدن المختلطة ولم يعودوا إليها أبدًا.

### جمهورية قبرص

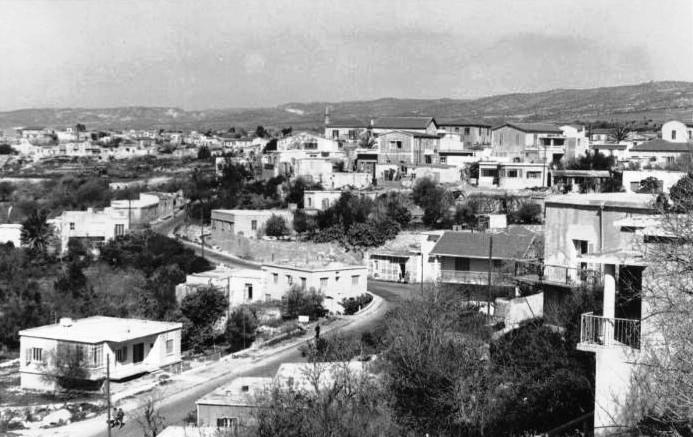
محلة أو حي قبرصي تركي قديم في بافوس (1969)

أصبحت جزيرة قبرص دولة مستقلة في 16 أغسطس 1960، وسميت جمهورية قبرص. مع تقاسم السلطة بين الطائفتين بموجب اتفاقيات زيورخ لسنة 1960 بين الدول الضامنة: بريطانيا واليونان وتركيا. انتخب القبارصة اليونانيون رئيس الأساقفة مكاريوس الثالث رئيساً، وانتخب القبارصة الأتراك الدكتور فاضل كوجوك نائباً للرئيس. وعندما حاول مكاريوس الثالث تعديل الدستور في ديسمبر 1963، جرت الأحداث المعروفة باسم عيد الميلاد الدموي، حيث بدأ القبارصة اليونانيون حملة عسكرية ضد القبارصة الأتراك، وبدأوا في مهاجمة قراهم؛ وفي بداية 1964 بدأ القبارصة الأتراك اللجوء إلى الجيوب القبرصية التركية حيث حاصرهم القبارصة اليونانيون، مما أدى إلى تحول حوالي 25000 من القبارصة الأتراك إلى لاجئين أو نازحين داخليًا. مما أدى إلى تمركز قوة الأمم المتحدة لحفظ السلام في قبرص UNFICYP في الجزيرة بالإضافة إلى اتجاه الهجرة الخارجية لآلاف القبارصة الأتراك إلى المملكة المتحدة وتركيا وأمريكا الشمالية وأستراليا. ومع صعود المجلس العسكري اليوناني إلى السلطة بعد عقد من الزمان، أي في 1974 أطلقت مجموعة من القوميين اليونانيين اليمينيين  من منظمة إيوكا-ب الذين دعموا اتحاد قبرص مع اليونان انقلابًا. مما أثار الغزو التركي لقبرص، الذي أدى إلى الاستيلاء على شمال قبرص في الشهر التالي بعد انهيار وقف إطلاق النار. أدى الغزو التركي إلى احتلال حوالي 37٪ من الجزيرة في الشمال. وخلال غزو الجزيرة قامت منظمة إيوكا-ب القبرصية اليونانية شبه العسكرية ارتكاب عدد من المذابح ضد المجتمع القبرصي التركي؛ مثل مجازر ماراثا وسانتالاريس وألودا. وبعد الغزو التركي واتفاقيات فيينا التي جرت في 1975، فر 60,000 من القبارصة الأتراك الذين كانوا يعيشون في جنوب الجزيرة إلى الشمال. نظمت الإدارة التركية المؤقتة حركة 1974-1975 بشكل صارم، حيث حاولت الحفاظ على مجتمعات القرى سليمة.

### جمهورية شمال قبرص التركية

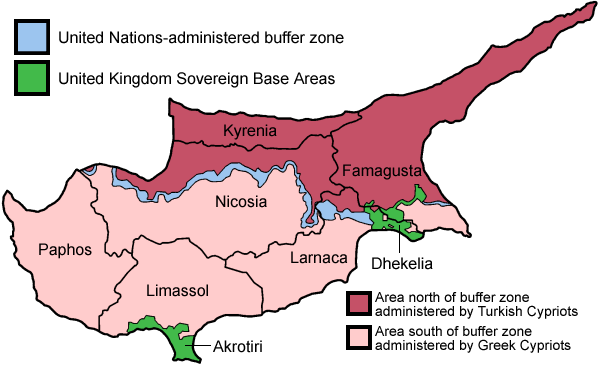
المنطقة الشمالية من جزيرة قبرص التي يديرها القبارصة الأتراك

في سنة 1983 أعلن القبارصة الأتراك دولتهم الخاصة في الشمال، جمهورية شمال قبرص التركية والتي لا تزال غير معترف بها دوليًا باستثناء تركيا. وفي 2004 وافق 65٪ من القبارصة الأتراك على استفتاء لتوحيد الجزيرة حسب خطة أنان، لكن 76٪ من القبارصة اليونانيين رفضوا.

## ثقافة
يتحدث القبارصة الأتراك التركية، ويعتبرون أنفسهم مسلمين علمانيين ويفتخرون بتراثهم العثماني. ومع ذلك يميز القبارصة الأتراك أنفسهم عن أتراك الأناضول، خاصةً عن المستوطنين المحافظين دينياً الذين قدموا إلى قبرص مؤخرًا، ولكن ارتباطهم القوي بتركيا لا جدال فيه. ومن ثم فإن هويتهم تستند إلى جذورهم العرقية التركية وارتباطاتهم بالبر الرئيسي لتركيا، ولكن أيضًا إلى طابعهم القبرصي الذي يتميز بأوجه تشابه ثقافي ولغوي مع القبارصة اليونانيين. وتعتمد ثقافتهم بشكل كبير على الروابط الأسرية المرتبطة بالوالدين والأشقاء والأقارب؛ يعتبر الجوار أيضًا مهمًا حيث يتم التركيز على مساعدة المحتاجين. وبالتالي فإن معظم حياتهم تدور حول الأنشطة الاجتماعية، والطعام هو سمة مركزية للتجمعات. كما تعد الرقصات والموسيقى والفنون الشعبية القبرصية التركية جزءًا لا يتجزأ من ثقافتهم.

### الدين

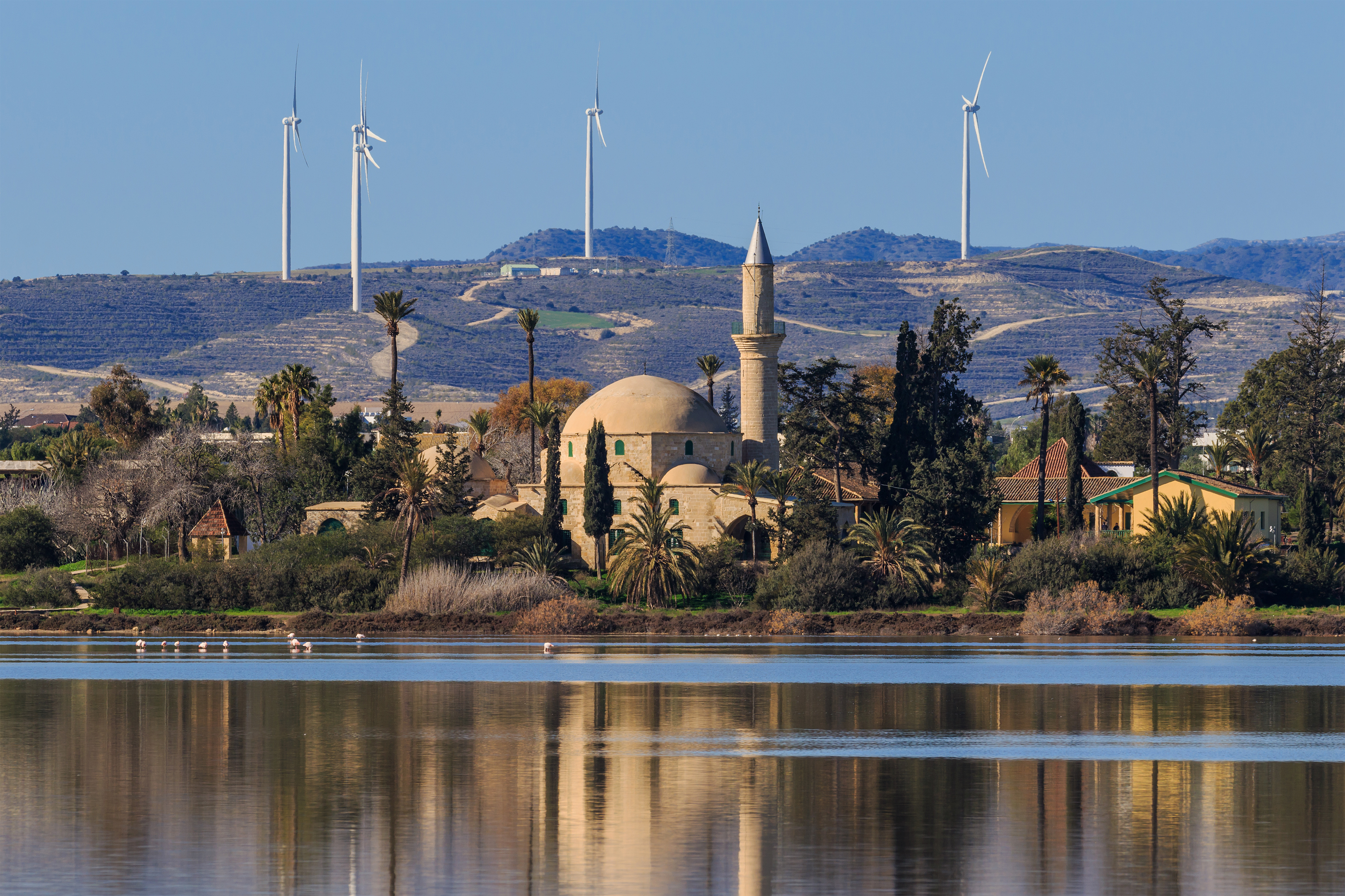
بنى العثمانيون تكية هالة سلطان في القرن الثامن عشر.

غالبية القبارصة الأتراك (99٪) هم مسلمين سنة. ومع ذلك فإن القوة العلمانية للكمالية قد أثرت عليهم. وتعتبر ممارسة الشعائر الدينية مسألة اختيار فردي والعديد منهم لا يلتزمون بذلك. كثيرًا ما يتم تناول الكحول داخل المجتمع ومعظم نساء القبارصة الأتراك لايلتزمن بالحجاب. يتم ختان ذكور القبارصة الأتراك بشكل عام في سن مبكرة، على الرغم من أن هذه الممارسة تبدو مرتبطة بالعادات والتقاليد أكثر من ارتباطها بالدوافع الدينية القوية.
لوحظت ظاهرة اجتماعية / دينية عند المسيحيون المتخفون في قبرص، كما هو الحال في أجزاء أخرى من الدولة العثمانية. عُرف المسيحيون المتخفون في قبرص باسم لينوبامباكي (من الكتان والقطن). ويقول عنهم الرحالة الأجانب بأنهم أتراك وبالسر يونانيون، ويتقيدون بصيام الروم الأرثوذكس (تيرنر 1815)، ويشربون الخمر ويأكلون لحم الخنزير ويتزوجون في كثير من الأحيان مسيحيات.

### اللغة
دخلت اللغة التركية إلى قبرص مع دخول العثمانيين سنة 1571، وأصبحت اللغة المهيمنة سياسياً والمرموقة للحكم المحلي. وفي فترة ما بعد العثمانية كانت اللغة التركية القبرصية معزولة نسبيًا عن اللغة التركية القياسية وكانت متأثرة باللهجة اليونانية القبرصية. أدت ظروف التعايش مع القبارصة اليونانيين إلى نوع من ثنائية اللغة حيث كانت معرفة القبارصة الأتراك باللغة اليونانية مهمة في المناطق التي تعيش فيها الطائفتان وتعملان معًا.
وفقًا للبروفيسور سي إف بيكنغهام (1957) لا تتطابق دائمًا التقسيمات الدينية واللغوية في قبرص. كانت هناك قرى تركية، أي قرى مسلمة كانت اللغة العادية فيها هي اليونانية. من بينها لابيثيو وبلاتانيستو وأيوس سيميون. وقال بيكنغهام إن هذه الظاهرة لم يتم التحقيق فيها بشكل كافٍ. كما ورد ذكر وجود المسلمين ناطقين باليونانية في أماكن أخرى. وقال أوزان غول (2014): «ما تم توثيقه تاريخيًا أن القبارصة الأتراك أظهروا اختلافات كبيرة في تواتر اتصالهم باليونانية القبرصية [...]: على أحد طرفي الطيف يوجد القبارصة الأتراك الذين ربما كانوا يتحدثون لغة قبرصية يونانية واحدة أو لديهم فقط القليل من الكفاءة في اللغة التركية ...».
تغير الوضع اللغوي بشكل جذري في 1974 أي بعد تقسيم قبرص إلى جنوب يوناني وشمال تركي. واليوم تتعرض اللهجة التركية القبرصية لمعايير متزايدة من التركية من خلال الهجرة من تركيا ووسائل الإعلام الجديدة والمؤسسات التعليمية الجديدة. ومع ذلك لا يزال بإمكان المتحدث التركي المطلع على اللغة التركية القبرصية المتنوعة التعرف بسهولة على أحد أفراد المجتمع من غيره.. على الرغم من أن العديد من القبارصة الأتراك يتحكمون في اللغة التركية القياسية أيضًا، إلا أنهم يختارون عمومًا استخدام تنوعهم الخاص في سياقات معينة لتأكيد هويتهم. غالبًا ما تكون هذه الاختلافات في النطق، لكنها تمتد إلى المعجم والتراكيب النحوية أيضًا. هناك العديد من الكلمات التي يستخدمها القبارصة الأتراك والتي نشأت في الظروف التاريخية الخاصة للجزيرة، مثل الإنجليزية واليونانية، وبالتالي ليس لها سابقة في اللغة التركية القياسية. وهناك أيضًا كلمات يستخدمها القبارصة الأتراك واليونانيون الذين هم من أصل قبرصي.

### الموسيقى والرقصات
تعد الموسيقى الشعبية والرقص جزء لا يتجزأ من الحياة الاجتماعية بين القبارصة الأتراك. يمكن تقسيم الرقصات الشعبية القبرصية التركية التقليدية إلى خمس فئات: كارسيلاماس وسرتوس وزيبكس وأرابيس/تسفتيتليس والرقصات الموضعية (مثل أوراك وكوزان وكارتال و طوبال). عادة ما تقدم مجموعات الرقص الشعبي عروض خلال المهرجانات الوطنية وحفلات الزفاف والليالي التركية في الفنادق وفي المناطق السياحية.

## التركيبة السكانية

### جدل على عدد السكان القبارصة الأتراك في السبعينيات
أفاد تعداد عام 1960 في قبرص أن السكان القبارصة الأتراك يمثلون 18٪ من إجمالي السكان. تم الطعن في هذا الرقم في مناظرة سنة 1978 في البرلمان البريطاني عندما صرح اللورد سبينز أن هناك 400 ألف قبرصي تركي في قبرص، أي ما لا يقل عن خمس السكان.

### إحصاء 2006
وفقًا لتعداد شمال قبرص لسنة 2006، فإن هناك 145443 قبرصيًا تركيًا ولدوا في الجزيرة ويقيمون في شمال قبرص (جمهورية شمال قبرص التركية). ومن السكان المولودين في قبرص، وُلد 120,007 من أبوين في قبرص؛ و12628 مولود كان أحد والديهم قبرصيا والآخر من بلد آخر. ولدى 132,635 من القبارصة الأتراك والد واحد على الأقل مولود في قبرص.
| مكان الميلاد                            | سكان قبارصة أتراك | ذكر    | أنثى   |
| --------------------------------------- | ----------------- | ------ | ------ |
| شمال قبرص                               | 112,534           | 56,332 | 56,202 |
| ليفكوشا                                 | 54,077            | 27,043 | 27,034 |
| غازي ماغوزا                             | 32,264            | 16,151 | 16,113 |
| غيرن                                    | 10,178            | 5,168  | 5,010  |
| غوزل يورت                               | 10,241            | 5,013  | 5,228  |
| إسكله                                   | 4,617             | 2,356  | 2,261  |
| قطاع غير مبين                           | 1,157             | 601    | 556    |
| جنوب قبرص                               | 32,538            | 15,411 | 17,127 |
| نيقوسيا (ليفكوشا)                       | 3,544             | 1,646  | 1,898  |
| فاماغوستا (غازي ماغوزا)                 | 1,307             | 598    | 709    |
| لارنكا                                  | 6,492             | 3,031  | 3,461  |
| ليماسول                                 | 9,067             | 4,314  | 4,753  |
| بافوس                                   | 11,955            | 5,750  | 6,205  |
| قطاع غير مبين                           | 173               | 72     | 101    |
| قبرص - منطقة شمالية أو جنوبية غير مبينة | 371               | 178    | 193    |
| المجموع                                 | 145,443           | 71,921 | 73,522 |

### إحصاء 2011
وفقًا لتعداد شمال قبرص لسنة 2011، كان هناك 160207 من القبارصة الأتراك ولدوا في الجزيرة ويقيمون في شمال قبرص.
| مكان الميلاد            | سكان قبارصة أتراك | ذكر    | أنثى   |
| ----------------------- | ----------------- | ------ | ------ |
| شمال قبرص               | 131,423           | 65,880 | 65,543 |
| ليفكوشا                 | 66,833            | 33,306 | 33,527 |
| غازي ماغوزا             | 37,027            | 18,634 | 18,393 |
| غيرن                    | 12,719            | 6,477  | 6,242  |
| غوزل يورت               | 10,457            | 5,158  | 5,299  |
| إسكله                   | 4,387             | 2,305  | 2,082  |
| جنوب قبرص               | 28,784            | 13,615 | 15,169 |
| نيقوسيا (ليفكوشا)       | 2,958             | 1,412  | 1,546  |
| فاماغوستا (غازي ماغوزا) | 237               | 104    | 133    |
| لارنكا                  | 5,872             | 2,760  | 3,112  |
| ليماسول                 | 8,579             | 4,031  | 4,548  |
| بافوس                   | 11,138            | 5,308  | 5,830  |
| المجموع                 | 160,207           | 79,495 | 80,712 |

## المهاجرين أو الشتات
كانت هناك هجرة كبيرة للقبارصة الأتراك من الجزيرة خلال القرنين 19 و20، وبالذات نحو بريطانيا وأستراليا وتركيا. وأهم أسباب الهجرة من قبرص هي اقتصادية وسياسية. ووفقا لوزارة الشؤون الخارجية لجمهورية شمال قبرص التركية في 2001: كان هناك 500 ألف قبرصي تركي يعيشون في تركيا، و200 ألف في بريطانيا، و40 ألف في أستراليا، وحوالي 10 آلاف في أمريكا الشمالية، و5 آلاف في دول أخرى.
وتشير التقديرات الأحدث في 2011 من لجنة الشؤون الداخلية إلى أن هناك الآن 300 ألف قبرصي تركي يعيشون في المملكة المتحدة مع أن القبارصة الأتراك أنفسهم يزعمون أن المجتمع القبارصة الأتراك البريطاني وصل إلى 400 ألف. بالإضافة إلى أن التقديرات الأخيرة تشير إلى ما بين 60 ألف و120 ألف قبرصي تركي يعيشون في أستراليا، و5 آلاف في الولايات المتحدة، و2000 في ألمانيا، و1800 في كندا، و1600 في نيوزيلندا، وأعداد أصغر في جنوب إفريقيا.

### تركيا

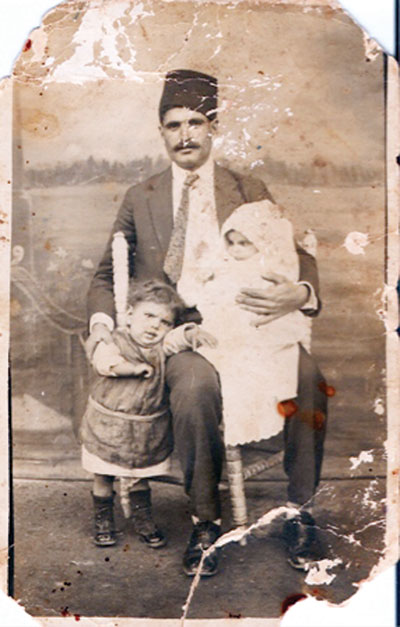
عائلة قبرصية تركية هاجرت إلى تركيا سنة 1935.

حدثت أول هجرة جماعية للقبارصة الأتراك إلى تركيا سنة 1878 عندما أعطت الدولة العثمانية قبرص إلى بريطانيا بصفة إيجار. ثم ازداد تدفقهم نحو تركيا في أعقاب الحرب العالمية الأولى، واكتسب زخمًا في منتصف العشرينيات. ولعبت الدوافع الاقتصادية دورًا مهمًا في الهجرة إلى تركيا لأن الفقراء في قبرص خلال عشرينيات القرن الماضي كانت ظروفهم قاسية جدًا. ثم عادت هجرة القبارصة الأتراك نحو تركيا خلال الحرب العالمية الثانية وفي الأربعينيات وأثناء نزاع قبرص في الستينيات والسبعينيات.
في البداية تضخم الحماس للهجرة إلى تركيا بسبب النشوة التي استقبلت ولادة جمهورية تركيا الجديدة، وبوعود المساعدة للأتراك المهاجرين. أشار قرار اتخذته الحكومة التركية في نهاية 1925 على سبيل المثال إلى أن أتراك قبرص وفقًا لمعاهدة لوزان لهم الحق في الهجرة إلى الجمهورية، وبالتالي سيتم منح العائلات التي هاجرت منزل وأرض مناسبة لهم. والأعداد الدقيقة ممن هاجر إلى تركيا أمر لا يزال مجهولاً. ذكرت الصحافة في تركيا في منتصف 1927 أنه من بين أولئك الذين اختاروا الجنسية التركية، استقر بالفعل 5000-6000 من القبارصة الأتراك في تركيا. ومع ذلك كان العديد منهم قد هاجر إليها حتى قبل أن تدخل الحقوق الممنوحة لهم بموجب معاهدة لوزان حيز التنفيذ.
لخص متين خيبر وبيلج كريس الهجرة في أواخر القرن التاسع عشر وأوائل القرن العشرين على النحو التالي:
حدثت الموجة الأولى من الهجرة من قبرص في 1878 عندما أُجبٍر العثمانيون على تأجير الجزيرة لبريطانيا. وفي ذلك الوقت انتقل 15 ألف شخص إلى الأناضول. وعندما أعطت معاهدة لوزان الجزيرة لبريطانيا العظمى، قدم 30 ألف مهاجر آخر إلى تركيا.
وحللت سانت جون جونز هجرة القبارصة الأتراك خلال فترة الحكم البريطاني المبكر بشكل أدق:
إذا زاد مجتمع القبارصة الأتراك مثل القبارصة اليونانيين بنسبة 101 % بين 1881 و 1931، لكان إجمالي عددهم 91,300 في 1931، أي بزيادة قدرها 27 ألف عن العدد المذكور. هل من الممكن أن يكون هذا العدد الكبير من القبارصة الأتراك قد هاجر في فترة الخمسين عامًا مجتمعة؟ تشير الاعتبارات المذكورة للتو إلى أنه ربما كان كذلك. من قاعدة قوامها 45 ألف شخص في 1881، ويبدو أن هجرة مثل 27 ألف شخص ضخمة، ولكن بعد طرح 5000 من عشرينيات القرن الماضي، يمثل الرصيد معدل تدفق سنوي يبلغ حوالي 500 وهو لا يكفي على الأرجح لإثارة قلق قادة المجتمع، أو إثارة تعليق رسمي أو توثيقه بأي طريقة تبقيه إلى اليوم.
استمرت أعداد السكان القبارصة الأتراك في تركيا بالزيادة بسرعات متقلبة نتيجة للحرب العالمية الثانية (1939-1945). ووفقًا لعلي سوات بيلج، مع الأخذ في الاعتبار الهجرات الجماعية في 1878 والحرب العالمية الأولى وبداية حقبة الجمهورية التركية في العشرينات من القرن الماضي والحرب العالمية الثانية، بشكل عام غادر ما يقرب من 100 ألف قبرصي تركي إلى تركيا بين 1878 و1945. وفي 31 أغسطس 1955 قدّر بيان صادر عن وزير الدولة التركي ووزير الخارجية بالنيابة فطين رشدي زورلو في مؤتمر لندن بشأن قبرص، أن مجموع السكان القبارصة الأتراك (بما في ذلك أحفادهم) في تركيا قد وصل إلى 300 ألف:
وبالتالي حاليا [1955] عندما نأخذ في الاعتبار حالة السكان في قبرص، لا يكفي أن نقول على سبيل المثال أن 100 ألف تركي يعيشون هناك. بالأحرى ينبغي أن نقول أن 100 ألف يعيشون هناك وأن 300 ألف قبرصي تركي يعيشون في أجزاء مختلفة من تركيا.
وفي 2001 قدرت وزارة الشؤون الخارجية لجمهورية شمال قبرص التركية أن 500 ألف قبرصي تركي يعيشون في تركيا.

### فلسطين
واجه القبارصة الأتراك ممن بقي في قبرص في بداية القرن العشرين ظروف اقتصادية قاسية من الكساد العظيم تحت الحكم البريطاني. ونتيجة لذلك قامت العديد من العائلات من القرى الفقيرة التي تواجه الديون والمجاعة بتزويج بناتها للعرب بشكل رئيسي في فلسطين البريطانية ومناطق عربية أخرى، على أمل أن يكون لديهن حياة أفضل. ويعطي العريس مهر العروس لعائلتها، وهو جزء من ترتيبات الزواج، وعادة ما يكون حوالي 10-20 جنيهات إسترلينية، وهو يكفي لشراء عدة أفدنة من الأرض في ذلك الوقت. لم تكن تلك المدفوعات جزءًا من التقاليد القبرصية، ويصف القبارصة الفتيات في تلك الزيجات القسرية على أنه تم بيعهن؛ لكن العرب غالبًا ما يعترضون على هذا التوصيف. وفي الغالب يكون أعمارهن بين سن 11-18، وربما فقدت فتيات الاتصال بأسرهن في قبرص، وربما يكون لدى أخريات زواج وعائلات ناجحة. في حين وجدت أخريات أنفسهن أكثر من خادمات منازل أو تعرضن للإيذاء.
في بعض الأحيان كان السماسرة يرتبون الزيجات إلى الأزواج المحتملين كونهم أطباء ومهندسين أثرياء. ومع ذلك وجدت نيريمان جاهد في كتابها عرائس للبيع أن العديد من هؤلاء الرجال في الواقع لديهم وظائف متواضعة أو كانوا متزوجين بالفعل ولديهم أطفال. غير مدركة لهذه الحقائق استمرت العائلات القبرصية التركية في إرسال بناتها إلى فلسطين حتى الخمسينيات من القرن الماضي. وتقدر جاهد أنه في غضون 30 عامًا تم إرسال ما يصل إلى 4000 امرأة قبرصية تركية إلى فلسطين للزواج من رجال عرب.
في السنوات الأخيرة تقدم الجيل الثاني والثالث من الفلسطينيين من أصل قبرصي تركي بطلب للحصول على الجنسية القبرصية؛ وقد نجح عدة مئات من الفلسطينيين في الحصول على جوازات سفر قبرصية.
وفي 2012 حصل كل من يليز شكري وستافروس باباجورجيو على دعم مالي لإنتاج فيلم وثائقي بعنوان «عرائس منسيون» انتج في 2018، ويتابع بحث القبرصية التركية المولودة في أستراليا بيمبي مينتيش عن عمتها الكبرى المفقودة منذ فترة طويلة، أثناء التحقيق في مصير هؤلاء النساء.

### المملكة المتحدة

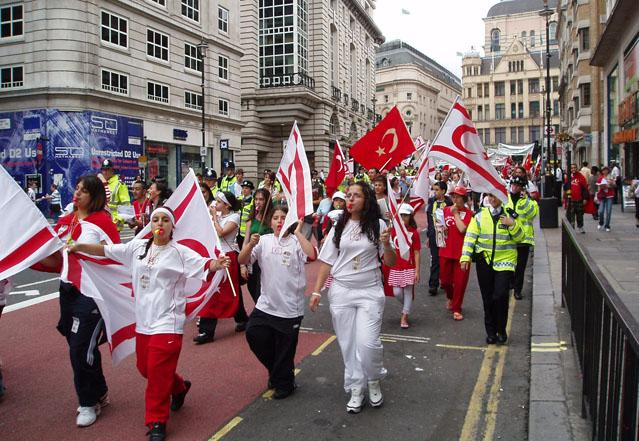
يوجد تجمع قبرصي تركي قوي في لندن.

بدأت هجرة القبارصة الأتراك إلى المملكة المتحدة في بداية عشرينيات القرن الماضي، بعد أن ضمت الإمبراطورية البريطانية قبرص رسميًا سنة 1914، وأصبح سكان قبرص الخاضعة للحكم البريطاني رعايا للتاج. وصل بعضهم إما طلاب أو سائحين، بينما غادر البعض الآخر الجزيرة بسبب الحياة الاقتصادية والسياسية القاسية خلال فترة الاستعمار البريطاني لقبرص. استمرت الهجرة إلى المملكة المتحدة في الزيادة عندما جلب الكساد الكبير سنة 1929 إلى قبرص كسادًا اقتصاديًا، حيث كانت البطالة والأجور المنخفضة مشكلة كبيرة. خلال الحرب العالمية الثانية زادت عدد المقاهي التي يديرها الأتراك من 20 في 1939 إلى 200 في 1945 مما خلق طلبًا متزايدًا من العمال القبارصة الأتراك. وفي الخمسينيات من القرن 20 هاجر القبارصة الأتراك لأسباب اقتصادية وقدر عددهم في 1958 بـ 8500. وقد ظهرت شائعات حول قيود الهجرة في كثير من وسائل الإعلام القبرصية، ولكن استمرت أعدادهم تزداد كل سنة.
شهدت الخمسينيات أيضًا وصول العديد من القبارصة الأتراك إلى المملكة المتحدة لأسباب سياسية؛ بدأ الكثيرون في الفرار نتيجة صراع منظمة إيوكا وهدفها المتمثل في الإينوسيس. بمجرد اندلاع التطهير العرقي في 1963 أصبح حوالي 25000 من القبارصة الأتراك نازحين داخليًا، وهو ما يمثل حوالي خمس السكان. أدت الاضطرابات السياسية والاقتصادية في قبرص بعد 1964 إلى زيادة حادة في عدد المهاجرين القبارصة الأتراك إلى المملكة المتحدة. عمل العديد من هؤلاء المهاجرين الأوائل في صناعة الملابس في لندن، حيث كان بإمكان كل من الرجال والنساء العمل معًا؛ عمل الكثيرون في صناعة النسيج حيث كانت الخياطة مهارة اكتسبها المجتمع بالفعل في قبرص. تمركز القبارصة الأتراك بشكل أساسي في شمال شرق لندن وتخصصوا في قطاع الملابس الثقيلة، مثل المعاطف والملابس المفصلة. قدم هذا القطاع فرص عمل جيدة، فلم تكن المعرفة الضعيفة باللغة الإنجليزية مشكلة وحيث كان العمل الحر ممكنًا.
بمجرد أن أعلن القبارصة الأتراك دولتهم جمهورية شمال قبرص وتقسيم الجزيرة، مما أدى إلى فرض حظر اقتصادي على القبارصة الأتراك من قبل جمهورية قبرص التي يسيطر عليها القبارصة اليونانيون. وقد أدى ذلك إلى حرمان القبارصة الأتراك من الاستثمار الأجنبي والمساعدات وأسواق التصدير؛ وبالتالي فقد تسبب في ركود الاقتصاد القبرصي التركي وعدم تطوره. بسبب تلك القضايا الاقتصادية والسياسية، هاجر حوالي 130 ألف من القبارصة الأتراك من شمال قبرص منذ إنشائها إلى المملكة المتحدة.

## الدراسات الجينية
وفقًا للدراسات الجينية فهناك روابط وثيقة بين سكان الأناضول والقبارصة المعاصرين. ووجدت دراسة أجريت سنة 2016 والتي ركزت على النسب الأبوي أنه من بين سكان شرق وجنوب شرق أوروبا الذين تم أخذ عينات منهم، كان لدى القبارصة الأتراك أقصر مسافات وراثية مقارنة بقبرص وتركيا ولبنان واليونان وصقلية.
وجدت دراسة أجريت في 2017 أن السلالة الأبوية لكل من القبارصة الأتراك والقبارصة اليونانيين تنبع أساسًا من مجموعة جينات محلية واحدة تعود إلى ما قبل العهد العثماني. إن تواتر إجمالي الأنماط الفردانية المشتركة بين القبارصة الأتراك واليونانيين هو 7-8٪، مع تحليل يظهر أنه لم يتم العثور على أي منها في تركيا، وبالتالي لا يدعم الأصل التركي للأنماط الفردانية المشتركة. لم يلاحظ أي أنماط الفردانية المشتركة بين القبارصة اليونانيين والسكان الأتراك في البر الرئيسي ، في حين أن إجمالي الأنماط الفردية المشتركة بين القبارصة الأتراك وأتراك البر الرئيسي هو 3 ٪. يتشارك القبارصة الأتراك أيضًا الأنماط الفردانية مع سكان شمال إفريقيا بدرجة أقل، ولديهم مجموعات هابلوغرافية شرق أوراسية (H ، C ، N ، O ، Q) - تُعزى إلى وصول العثمانيين - بمعدل حوالي 5.5 ٪. تظهر كلتا المجموعتين القبرصيتين تقاربًا وراثيًا وثيقًا مع كالابريا (جنوب إيطاليا) واللبنانيين. تشير الدراسة إلى أن التقارب الجيني بين كالابريين والقبارصة يمكن تفسيره نتيجة مساهمة وراثية يونانية قديمة مشتركة (الآخيون)، بينما يمكن تفسير التقارب اللبناني من خلال العديد من الهجرات التي حدثت من المشرق الساحلي إلى قبرص من العصر الحجري الحديث (بدايات الزراعة) والعصر الحديدي (الفينيقيون) والعصور الوسطى (الموارنة وغيرهم من مستوطنين بلاد الشام في عهد الفرنجة). مجموعات هابلوغروبس المهيمنة بين كل من القبارصة الأتراك واليونانيين هي J2a-M410 و E-M78 و G2-P287.
في دراسة أجريت على مستوى الجينوم سنة 2019 فقد تم تجميع عينات قبرصية مع أشخاص من بلاد الشام (دروز ولبنانيين وسوريين) وأرمينيا من بين المجموعات السكانية التي تم أخذ عينات منها من أوراسيا وأفريقيا باستخدام التحليل العنقودي القائم على أنماط مشاركة النمط الفرداني.
تم منع ثلاسيميا بيتا متجانسة الزيجوت في عدد من السكان المعرضين للخطر (القبارصة اليونانيون والأتراك واليونانيون والإيطاليون وساردينيا) على مستوى السكان من خلال البرامج القائمة على فحص الناقل والاستشارة الوراثية والتشخيص قبل الولادة.

## وصلات خارجية
- Cezire Association – Researchers of Turkish Cypriot history and culture نسخة محفوظة 6 أغسطس 2018 على موقع واي باك مشين.
- Historical Origins of Turkish Cypriot People
- Oral histories of Turkish Cypriots in Britain
- History of Turkish Cypriots in Britain
- Reassessing what we collect website – Turkish Cypriot London History of Turkish Cypriot London with objects and images
- Turkish Cypriots of Australia – Historical Book نسخة محفوظة 16 فبراير 2009 على موقع واي باك مشين.
- North Cyprus Turkish Youth Club of Victoria
- Association of Turkish Cypriots Abroad
- Turkish Cypriot Lobby Group in the UK
- North Cyprus Turkish Community Centre of Victoria